# Canto cardenche
A canto cardenche (röviden cardenche) egy népdalműfaj, amit ma már csak Mexikó Durango államának egyetlen településén, Sapiorisban énekelnek. Neve a kötélkaktusz egyik nevéből, a cardenche szóból származik.

## Jellemzői
A cardenchét egyszerre három ember kell, hogy énekelje, hangszerkíséret nélkül. A főszólam „viszi” a dallamot és a ritmust, a második szólam komoly vagy drámai hangnemű, míg a harmadiknak éles, panaszos hangja van, és nagyon magas hangokat is tartalmaz, fájdalmat átéreztetve a hallgatókkal. A dallamot időnként beékelt szünetek szakítják meg, nem feltétlenül egy-egy verssor vagy versszak végén, ezzel pedig feszültséget, várakozást keltenek a hallgatóságban, mivel amíg a szünet tart, nem lehet tudni, hogyan folytatódik a szöveg. Egy-egy mondatot legtöbbször nem egyszerre kezd el a három énekes, hanem főként az első szólam éneklője kezdi először (ritkán a másik kettő), a többiek pár pillanattal később követik.
Bár a dalok témája lehet humoros, szerelemmel kapcsolatos vagy történetet elbeszélő is, de leggyakrabban szerelmi bánatról, fájdalomról vagy egyéb szomorú témákról szólnak.

## A cardenche helyzete
A 21. század elejére mindössze alig maradt néhány idős ember, aki ismerte ezt az ősi műfajt, közülük is csak négyen ápolták kitartóan a hagyományt: a Durango állam Lerdo községében található Sapiorisban élő Antonio Valles, Guadalupe Salazar, Genaro Chavarría és Fidel Elizalde. Ők alkották a Grupo Cardenchero de Sapioriz nevű „együttest”, amellyel felléptek már Mexikó számos pontján, New Yorkban, Washingtonban és Párizsban is, és egy rövid szerep erejéig megjelentek a 2014-es ¿Quién es Dayani Cristal? című filmben is. Összesen 40 dalt rögzítettek lemezre, de azt mondják, szüleik 80-at is tudtak. Elmondásuk szerint a cardenchét próbálták megtanítani a fiataloknak is, de ők nem érdeklődtek iránta, ám amióta 2008-ban megkapták a Premio Nacional de Ciencias y Artes nevű tudományos–művészeti díjat (népművészeti és hagyományőrző kategóriában), falujukban megnőtt az érdeklődés a cardenche iránt.
2014 végén egy pályázaton elnyerték a Kulturális és Művészeti Nemzeti Alap havi 12 000 pesós támogatását, melynek segítségével megvalósíthatják a stílus népszerűsítését célzó Tierra Cardenche című tervet.